# مطار الشلف - أبو بكر بلقايد
مطار الشلف - أبو بكر بلقايد (إياتا:CFK، إيكاو:DAOI)، هو مطار وطني، يقع في مدينة الشلف عاصمة ولاية الشلف في الجزائر.
مطار جزائري وطني مصنف كمطار مختلط، يقع على بعد 6 كيلومترات شمال مدينة الشلف.
يخدم المطار مدينة الشلف ومنطقتها وكذلك الولايات المجاورة.
كما يتضمن المطار في الجزء الجنوبي منه قاعدة للقوات الجوية الجزائرية حيث يتمركز الفوج السادس من مروحيات المناورة.

## العرض
تمتد البنية التحتية على مساحة 24 هكتارًا وتحتوي على صالة شرف على شكل هرم، ومهبط طائرات بطول 3400 مترًا وعرض 45 مترًا، بالإضافة إلى أربعة مواقف للطائرات تستوعب ناقلات كبيرة ومتوسطة الحجم.
بالإضافة إلى ذلك، تم تجهيز المنصة بوحدة فنية ووحدة SSIS وبرج تحكم ومحطة طقس ومحطة كهربائية.
تتسع ساحة انتظار الزوار لـ 160 مركبة.
تسير شؤون المطار من قبل مؤسسة إدارة الخدمة الجوية في الجزائر. (Alger EGSA).

## التاريخ

### 1930-1944
تم بناء المطار في 22 ديسمبر 1932 على حافة بوكا موفقية (موقع المطار الحالي)، وامتد لأكثر من 33 هكتارًا حيث تم افتتاح حظائر بطول 20 مترًا وعمق 15 مترًا. من يناير 1933 سمح المطار بإقلاع وهبوط الطائرات المدنية والعسكرية وتزويدها بالوقود بالبنزين والنفط.
في فبراير 1933، صوت المجلس البلدي على إعانة قدرها 30000 فرنك لصالح نادي الطيران، مما مكنه من الحصول على أول طائرة سياحية من طراز Potez 43 في أورلي انزفيل.
تم الافتتاح الرسمي لهذا المطار في 24 ديسمبر 1933.
كانت مدينة الشلف من بين المحطات الاختيارية لشركة الطيران التي تربط الجزائر بوهران والتي كانت تعمل خلال الحقبة الاستعمارية من قبل شركة طيران شمال إفريقيا (L.A.N.A) منذ عام 1934.
أثناء الحرب العالمية الثانية وأثناء حملة شمال إفريقيا ضد القوات الجوية الأفريكانية الألمانية (مارس - أبريل 1943)، عُرف المطار باسم «مطار وارنيير»، الذي يُعتبر أحد أهم قواعد عمليات القوة الجوية الثانية عشرة.

### 1944-1962
بعد وصول فوج الهندسة الجوية 45 (45 BAGA) في الجزائر في نهاية عام 1955، كان من الضروري البدء في أعمال إعادة التأهيل من أجل تحسين مدارج أندية الطيران الحالية حتى يتمكنوا من استقبال الطائرات المقاتلة والنقل الثقيل. طائرات. قرب نهاية عام 1958
في عام 1957 استأنف المطار أنشطته السياحية المتوقفة خلال الحرب العالمية الثانية.
في 6 أكتوبر 1961، تم نشر مرسوم المحافظة المتعلق بنزع الملكية لأغراض المنفعة العامة للأرض اللازمة لتوسيع المطار .

### بعد 1962
قام المطار بتشغيل أول رحلة جوية تجارية في 8 يونيو 2006، تربط بين الشلف ومارسيليا، بطائرة من طراز بوينغ 600-737 للخطوط الجوية الجزائرية.

## الموقع
يقع مطار الشلف أبو بكر بلقايد على بعد 6 كيلومترات شمال مدينة الشلف.

## البنية التحتية ذات الصلة

### المدرج
المطار به مدرجان من الخرسانة الإسفلتية. الأولى بطول 3400 م (تمت الموافقة عليها في 2 مارس 2006) والثانية بطول 1650 م (عسكري).

### محطة المسافرين
تم تنظيم المبنى في ثلاث مناطق متميزة: منطقة الصعود إلى الطائرة ومنطقة المغادرة ومنطقة الوصول، وتقدر سعة المحطة بنحو 151000 مسافر.

### الوصول
يقع المطار على بعد حوالي 10 كم من وسط الشلف و 75 كم من عين الدفلة و 110 كم من غليزان و 120 كم من تيسمسيلت.
يمكن الوصول إلى المطار بوسائل نقل مختلفة:

#### السيارات
عن طريق طريق المطار (الطريق السريع)، المتصل بمفترق الطرق مع الطريق السيار شرق-غرب الذي يجتاز شرق مدينة الشلف.

#### الحافلات
يتوفر المطار على خدمات النقل بالحافلات

#### سيارات الأجرة
محطة خاصة بسيارات الأجرة متواجدة بالقرب من موقف السيارات الخاص بالمطار

كما يوجد في مدينة الشلف محطة حافلات من النوع A ومحطة قطار يمكن الوصول إليها بواسطة سيارة أجرة من المطار.

## شركات الطيران
| شركات الطيران              | الوجهات                               |
| -------------------------- | ------------------------------------- |
| الخطوط الجوية الجزائرية    | مارسيليا، باريس الجزائر- هواري بومدين |
| الخطوط الجوية الفرنسية ASL | موسمي: باريس شارل ديغول               |

ينظم المطار رحلات جوية إلى الأماكن المقدسة (مكة) للحج منذ عام 2009.
حيث تم تشغيل الرحلة الأولى من قبل شركة الخطوط الجوية الجزائرية الوطنية في 6 نوفمبر 2009، تليها 3 رحلات أخرى تحمل 560 حاجا.

## المرور
ازدادت حركة الركاب في مطار الشلف. حيث تطورت ستة أضعاف في غضون 11 عامًا، من 8396 راكبًا سنويًا في عام 2006 إلى 52835 راكبًا في عام 2017.
وبحسب الإحصائيات المنشورة في أبريل 2009، فإن 10٪ من الوافدين إلى مطار الشلف هم من الأجانب، بينما يمثل ثنائيو الجنسية 15٪ من المسافرين الذين تم إنزالهم. نفذت الدراسة خلال الربع الأول من عام 2009 وعام 2008.
| السنة         | 2006 | 2007  | 2008  | 2009  | 2010 | 2011  | 2012  | 2013  | 2014 | 2015  | 2016  | 2017  |
| ------------- | ---- | ----- | ----- | ----- | ---- | ----- | ----- | ----- | ---- | ----- | ----- | ----- |
| المسافرين     | 8396 | 22115 | 25122 | 28901 | -    | 33872 | 50737 | 43077 | -    | 49711 | 42336 | 52835 |
| حركة الطائرات | 100  | 212   | 212   | -     | -    | 372   | 612   | -     | -    | 408   | 480   | 694   |

## أيام وأوقات الرحلات

### الرحيل من الشلف
يتم تنظيم 5 رحلات دولية أسبوعية من مطار الشلف.
| يوم الرحلة | الوجهة         | الساعة | شركات الطيران           |
| ---------- | -------------- | ------ | ----------------------- |
| الأحد      | مطار مرسيليا   | 16:55  | الخطوط الجوية الجزائرية |
| الأربعاء   | باريس سي دي جي | 14:30  | الخطوط الجوية الجزائرية |
| الأربعاء   | مطار مرسيليا   | 20:05  | الخطوط الجوية الجزائرية |
| السبت      | باريس سي دي جي | 14:30  | الخطوط الجوية الجزائرية |
| السبت      | مطار مرسيليا   | 20:05  | الخطوط الجوية الجزائرية |

* التوقيت المحلي (GMT + 1).

### المغادرة إلى الشلف
| يوم الرحلة | الوجهة         | الساعة | شركات الطيران           |
| ---------- | -------------- | ------ | ----------------------- |
| الأحد      | مطار مرسيليا   | 13:25  | الخطوط الجوية الجزائرية |
| الأربعاء   | مطار مرسيليا   | 09:40  | الخطوط الجوية الجزائرية |
| الأربعاء   | باريس سي دي جي | 16:35  | الخطوط الجوية الجزائرية |
| السبت      | مطار مرسيليا   | 09:40  | الخطوط الجوية الجزائرية |
| السبت      | باريس سي دي جي | 16:35  | الخطوط الجوية الجزائرية |

## المشاريع
تم التخطيط لأعمال تطوير المحطة منذ زيارة وزير الأشغال العامة والنقل عبد الغني زعلان إلى المدينة في عام 2018. والهدف هو زيادة سعة الاستقبال إلى 500000 مسافر سنويًا وتجهيز المحطة بمرافق حديثة.
حيث تقدر تكلفة المشروع بـ 900.000.000.00 دينار جزائري.